# WTA Tour 2019
Die WTA Tour 2019 war der 49. Jahrgang der Damentennis-Turnierserie, die von der Women’s Tennis Association ausgetragen wurde.
Die Teamwettbewerbe Hopman Cup und Fed Cup wurden wie die Grand-Slam-Turniere nicht von der WTA, sondern von der ITF organisiert. Hier werden sie dennoch aufgeführt, da die Spitzenspielerinnen auch diese Turniere in der Regel spielten.

## Tourinformationen

### Änderungen
Gegenüber 2018 erfuhr der Turnierkalender die folgenden Änderungen:
- Die Turniere WTA Taipeh, WTA New Haven, WTA Moskau-2 und WTA Québec war nicht mehr Teil der Tour.
- Das Turnier WTA Gstaad wechselte nach WTA Lausanne
- Die Turniere WTA Hua Hin, WTA Jūrmala und WTA New York-2 kamen neu in den Turnierkalender hinzu. Das Turnier in Zhengzhou war bis 2018 ein Challengerturnier und wurde 2019 als Turnier der Kategorie Premier in den Kalender aufgenommen.
- Das Turnier WTA Palermo wurde zurück in den Turnierkalender aufgenommen.
- Die Turniere WTA Doha und WTA Dubai tauschten turnusmäßig die Kategorien.
- Das Turnier WTA Tour Championships wurde für die kommenden zehn Jahre nach Shenzhen vergeben.

## Turnierplan
| Kategorie              |
| ---------------------- |
| Grand Slam             |
| Jahresendveranstaltung |
| Premier Mandatory      |
| Premier 5              |
| Premier                |
| International          |

| Sonstige   |
| ---------- |
| Hopman Cup |
| Fed Cup    |

Erklärungen

Die Zeichenfolge von z. B. 128E/96Q/64D/32M hat folgende Bedeutung:

128E = 128 Spielerinnen spielen im Einzel

96Q = 96 Spielerinnen spielen die Qualifikation im Einzel

64D = 64 Paarungen spielen im Doppel

32M = 32 Paarungen spielen im Mixed

### Januar
| Datum 1 | Turnier                                                                                                   | Sieger(in)                              | Finalgegner(in)                     | Ergebnis          |
| ------- | --- | --------------------------------------- | ----------------------------------- | ----------------- |
| 31.12.  | Hopman Cup Perth, Australien ITF – AU-$ Hartplatz (Halle) – 8 Teams                                       | Belinda Bencic Roger Federer            | Angelique Kerber Alexander Zverev   | 2:1               |
| 31.12.  | Brisbane International Brisbane, Australien Premier – 899.500 $ Hartplatz – 30E/32Q/16D                   | Karolína Plíšková                       | Lessja Zurenko                      | 4:6, 7:5, 6:2     |
| 31.12.  | Brisbane International Brisbane, Australien Premier – 899.500 $ Hartplatz – 30E/32Q/16D                   | Nicole Melichar Květa Peschke           | Chan Hao-ching Latisha Chan         | 6:1, 6:1          |
| 31.12.  | Shenzhen Open Shenzhen, Volksrepublik China International – 656.750 $ Hartplatz – 32E/16Q/16D             | Aryna Sabalenka                         | Alison Riske                        | 4:6, 7:62, 6:3    |
| 31.12.  | Shenzhen Open Shenzhen, Volksrepublik China International – 656.750 $ Hartplatz – 32E/16Q/16D             | Peng Shuai Yang Zhaoxuan                | Duan Yingying Renata Voráčová       | 6:4, 6:3          |
| 31.12.  | ASB Classic Auckland, Neuseeland International – 226.750 $ Hartplatz – 32E/32Q/16D                        | Julia Görges                            | Bianca Andreescu                    | 2:6, 7:5, 6:1     |
| 31.12.  | ASB Classic Auckland, Neuseeland International – 226.750 $ Hartplatz – 32E/32Q/16D                        | Eugenie Bouchard Sofia Kenin            | Paige Mary Hourigan Taylor Townsend | 1:6, 6:1, [10:7]  |
| 07.01.  | Sydney International Sydney, Australien Premier – 757.900 $ Hartplatz – 30E/24Q/16D                       | Petra Kvitová                           | Ashleigh Barty                      | 1:6, 7:5, 7:63    |
| 07.01.  | Sydney International Sydney, Australien Premier – 757.900 $ Hartplatz – 30E/24Q/16D                       | Aleksandra Krunić Kateřina Siniaková    | Eri Hozumi Alicja Rosolska          | 6:1, 7:63         |
| 07.01.  | Hobart International Hobart, Australien International – 226.750 $ Hartplatz – 32E/24Q/16D                 | Sofia Kenin                             | Anna Karolína Schmiedlová           | 6:3, 6:0          |
| 07.01.  | Hobart International Hobart, Australien International – 226.750 $ Hartplatz – 32E/24Q/16D                 | Chan Hao-ching Latisha Chan             | Kirsten Flipkens Johanna Larsson    | 6:3, 3:6, [10:6]  |
| 14.01.  | Australian Open Melbourne, Australien Grand Slam – 60.500.000 AU-$ Hartplatz – 128E/96Q/64D/32M           | Naomi Ōsaka                             | Petra Kvitová                       | 7:62, 5:7, 6:4    |
| 14.01.  | Australian Open Melbourne, Australien Grand Slam – 60.500.000 AU-$ Hartplatz – 128E/96Q/64D/32M           | Samantha Stosur Zhang Shuai             | Tímea Babos Kristina Mladenovic     | 6:3, 6:4          |
| 14.01.  | Australian Open Melbourne, Australien Grand Slam – 60.500.000 AU-$ Hartplatz – 128E/96Q/64D/32M           | Barbora Krejčíková Rajeev Ram           | Astra Sharma John-Patrick Smith     | 7:63, 6:1         |
| 28.01.  | St. Petersburg Ladies Trophy St. Petersburg, Russland Premier – 757.900 $ Hartplatz (Halle) – 28E/32Q/16D | Kiki Bertens                            | Donna Vekić                         | 7:62, 6:4         |
| 28.01.  | St. Petersburg Ladies Trophy St. Petersburg, Russland Premier – 757.900 $ Hartplatz (Halle) – 28E/32Q/16D | Margarita Gasparjan Jekaterina Makarowa | Viktória Kužmová Anna Kalinskaja    | 7:5, 7:5          |
| 28.01.  | Thailand Open Hua Hin, Thailand International – 226.750 $ Hartplatz – 32E/24Q/16D                         | Dajana Jastremska                       | Ajla Tomljanović                    | 6:2, 2:6, 7:63    |
| 28.01.  | Thailand Open Hua Hin, Thailand International – 226.750 $ Hartplatz – 32E/24Q/16D                         | Irina-Camelia Begu Monica Niculescu     | Anna Blinkowa Wang Yafan            | 2:6, 6:1, [12:10] |

### Februar
| Datum 1 | Turnier | Siegerin                               | Finalgegnerin                                     | Ergebnis         |
| ------- | --- | -------------------------------------- | ------------------------------------------------- | ---------------- |
| 04.02.  | Fed Cup, 1. Runde Ostrava, Tschechien Hartplatz (Halle) Lüttich, Belgien Hartplatz (Halle) Braunschweig, Deutschland Hartplatz (Halle) Asheville, Vereinigte Staaten Hartplatz (Halle) | Rumänien Frankreich Belarus Australien | Tschechien Belgien Deutschland Vereinigte Staaten | 3:2 3:1 4:0 3:2  |
| 11.02.  | Qatar Total Open Doha, Katar Premier – 900.000 $ Hartplatz – 28E/32Q/16D | Elise Mertens                          | Simona Halep                                      | 3:6, 6:4, 6:3    |
| 11.02.  | Qatar Total Open Doha, Katar Premier – 900.000 $ Hartplatz – 28E/32Q/16D | Chan Hao-ching Latisha Chan            | Anna-Lena Grönefeld Demi Schuurs                  | 6:1, 3:6, [10:6] |
| 17.02.  | Dubai Duty Free Tennis Championships Dubai, Vereinigte Arabische Emirate Premier 5 – 2.527.250 $ Hartplatz – 56E/32Q/28D                                                               | Belinda Bencic                         | Petra Kvitová                                     | 6:3, 1:6, 6:2    |
| 17.02.  | Dubai Duty Free Tennis Championships Dubai, Vereinigte Arabische Emirate Premier 5 – 2.527.250 $ Hartplatz – 56E/32Q/28D                                                               | Hsieh Su-wei Barbora Strýcová          | Lucie Hradecká Jekaterina Makarowa                | 6:4, 6:4         |
| 17.02.  | Hungarian Ladies Open Budapest, Ungarn International – 226.750 $ Hartplatz (Halle) – 32E/24Q/16D                                                                                       | Alison Van Uytvanck                    | Markéta Vondroušová                               | 1:6, 7:5, 6:2    |
| 17.02.  | Hungarian Ladies Open Budapest, Ungarn International – 226.750 $ Hartplatz (Halle) – 32E/24Q/16D                                                                                       | Jekaterina Alexandrowa Wera Swonarjowa | Fanny Stollár Heather Watson                      | 6:4, 4:6, [10:7] |
| 25.02.  | Abierto Mexicano TELCEL Acapulco, Mexiko International – 226.750 $ Hartplatz – 32E/24Q/16D                                                                                             | Wang Yafan                             | Sofia Kenin                                       | 2:6, 6:3, 7:5    |
| 25.02.  | Abierto Mexicano TELCEL Acapulco, Mexiko International – 226.750 $ Hartplatz – 32E/24Q/16D                                                                                             | Wiktoryja Asaranka Zheng Saisai        | Desirae Krawczyk Giuliana Olmos                   | 6:1, 6:2         |

### März
| Datum 1 | Turnier                                                                                                   | Siegerin                      | Finalgegnerin                         | Ergebnis      |
| ------- | --- | ----------------------------- | ------------------------------------- | ------------- |
| 04.03.  | BNP Paribas Open Indian Wells, Vereinigte Staaten Premier Mandatory – 8.359.455 $ Hartplatz – 96E/48Q/32D | Bianca Andreescu              | Angelique Kerber                      | 6:4, 3:6, 6:4 |
| 04.03.  | BNP Paribas Open Indian Wells, Vereinigte Staaten Premier Mandatory – 8.359.455 $ Hartplatz – 96E/48Q/32D | Elise Mertens Aryna Sabalenka | Barbora Krejčíková Kateřina Siniaková | 6:3, 6:2      |
| 18.03.  | Miami Open Miami, Vereinigte Staaten Premier Mandatory – 7.972.535 $ Hartplatz – 96E/48Q/32D              | Ashleigh Barty                | Karolína Plíšková                     | 7:61, 6:3     |
| 18.03.  | Miami Open Miami, Vereinigte Staaten Premier Mandatory – 7.972.535 $ Hartplatz – 96E/48Q/32D              | Elise Mertens Aryna Sabalenka | Samantha Stosur Zhang Shuai           | 7:65, 6:2     |

### April
| Datum 1 | Turnier | Siegerin                                        | Finalgegnerin                               | Ergebnis         |
| ------- | --- | ----------------------------------------------- | ------------------------------------------- | ---------------- |
| 01.04.  | Volvo Car Open Charleston, Vereinigte Staaten Premier – 757.900 $ Sandplatz (grün) – 56E/48Q/16D                   | Madison Keys                                    | Caroline Wozniacki                          | 7:65, 6:3        |
| 01.04.  | Volvo Car Open Charleston, Vereinigte Staaten Premier – 757.900 $ Sandplatz (grün) – 56E/48Q/16D                   | Anna-Lena Grönefeld Alicja Rosolska             | Irina Chromatschowa Weronika Kudermetowa    | 7:67, 6:2        |
| 01.04.  | Abierto GNP Seguros Monterrey, Mexiko International – 226.750 $ Hartplatz – 32E/32Q/16D                            | Garbiñe Muguruza                                | Wiktoryja Asaranka                          | 6:1, 3:1 Aufgabe |
| 01.04.  | Abierto GNP Seguros Monterrey, Mexiko International – 226.750 $ Hartplatz – 32E/32Q/16D                            | Asia Muhammad Maria Sanchez                     | Monique Adamczak Jessica Moore              | 7:62, 6:4        |
| 08.04.  | Samsung Open Lugano, Schweiz International – 226.750 $ Hartplatz – 32E/24Q/16D                                     | Polona Hercog                                   | Iga Świątek                                 | 6:3, 3:6, 6:3    |
| 08.04.  | Samsung Open Lugano, Schweiz International – 226.750 $ Hartplatz – 32E/24Q/16D                                     | Sorana Cîrstea Andreea Mitu                     | Weronika Kudermetowa Galina Woskobojewa     | 1:6, 6:2, [10:8] |
| 08.04.  | Claro Open Colsanitas Bogotá, Kolumbien International – 226.750 $ Sandplatz (rot) – 32E/24Q/14D                    | Amanda Anisimova                                | Astra Sharma                                | 4:6, 6:4, 6:1    |
| 08.04.  | Claro Open Colsanitas Bogotá, Kolumbien International – 226.750 $ Sandplatz (rot) – 32E/24Q/14D                    | Astra Sharma Zoe Hives                          | Hayley Carter Ena Shibahara                 | 6:1, 6:2         |
| 15.04.  | Fed Cup, Halbfinale Rouen, Frankreich Sand (Halle) Brisbane, Australien Hartplatz                                  | Frankreich Australien                           | Rumänien Belarus                            | 3:2              |
| 22.04.  | Porsche Tennis Grand Prix Stuttgart, Deutschland Premier – 820.977 $ Sandplatz (rot) (Halle) – 28E/32Q/16D         | Petra Kvitová                                   | Anett Kontaveit                             | 6:3, 7:62        |
| 22.04.  | Porsche Tennis Grand Prix Stuttgart, Deutschland Premier – 820.977 $ Sandplatz (rot) (Halle) – 28E/32Q/16D         | Mona Barthel Anna-Lena Friedsam                 | Anastassija Pawljutschenkowa Lucie Šafářová | 2:6, 6:3, [10:6] |
| 22.04.  | TEB BNP Paribas İstanbul Cup Istanbul, Türkei International – 226.750 $ Sandplatz (rot) – 32E/24Q/16D              | Petra Martić                                    | Markéta Vondroušová                         | 1:6, 6:4, 6:1    |
| 22.04.  | TEB BNP Paribas İstanbul Cup Istanbul, Türkei International – 226.750 $ Sandplatz (rot) – 32E/24Q/16D              | Tímea Babos Kristina Mladenovic                 | Alexa Guarachi Sabrina Santamaria           | 6:1, 6:0         |
| 29.04.  | Grand Prix de SAR La Princesse Lalla Meryem Rabat, Marokko International – 226.750 $ Sandplatz (rot) – 32E/30Q/16D | Maria Sakkari                                   | Johanna Konta                               | 2:6, 6:4, 6:1    |
| 29.04.  | Grand Prix de SAR La Princesse Lalla Meryem Rabat, Marokko International – 226.750 $ Sandplatz (rot) – 32E/30Q/16D | María José Martínez Sánchez Sara Sorribes Tormo | Georgina García Pérez Oksana Kalaschnikowa  | 7:5, 6:1         |
| 29.04.  | J&T Banka Prague Open Prag, Tschechien International – 226.750 $ Sandplatz (rot) – 32E/32Q/16D                     | Jil Teichmann                                   | Karolína Muchová                            | 7:65, 3:6, 6:4   |
| 29.04.  | J&T Banka Prague Open Prag, Tschechien International – 226.750 $ Sandplatz (rot) – 32E/32Q/16D                     | Anna Kalinskaja Viktória Kužmová                | Nicole Melichar Květa Peschke               | 4:6, 7:5, [10:7] |

### Mai
| Datum 1 | Turnier | Sieger(in)                        | Finalgegner(in)                  | Ergebnis          |
| ------- | --- | --------------------------------- | -------------------------------- | ----------------- |
| 06.05.  | Mutua Madrid Open Madrid, Spanien Premier Mandatory – 7.021.128 € Sandplatz (rot) – 64E/32Q/28D                | Kiki Bertens                      | Simona Halep                     | 6:4, 6:4          |
| 06.05.  | Mutua Madrid Open Madrid, Spanien Premier Mandatory – 7.021.128 € Sandplatz (rot) – 64E/32Q/28D                | Hsieh Su-wei Barbora Strýcová     | Gabriela Dabrowski Xu Yifan      | 6:3, 6:1          |
| 13.05.  | Internazionali BNL d’Italia Rom, Italien Premier 5 – 3.452.538 € Sandplatz (rot) – 56E/32Q/28D                 | Karolína Plíšková                 | Johanna Konta                    | 6:3, 6:4          |
| 13.05.  | Internazionali BNL d’Italia Rom, Italien Premier 5 – 3.452.538 € Sandplatz (rot) – 56E/32Q/28D                 | Wiktoryja Asaranka Ashleigh Barty | Anna-Lena Grönefeld Demi Schuurs | 4:6, 6:0, [10:3]  |
| 20.05.  | Internationaux de Strasbourg Straßburg, Frankreich International – 226.750 € Sandplatz (rot) – 32E/24Q/16D     | Dajana Jastremska                 | Caroline Garcia                  | 6:4, 5:7, 7:63    |
| 20.05.  | Internationaux de Strasbourg Straßburg, Frankreich International – 226.750 € Sandplatz (rot) – 32E/24Q/16D     | Darja Gawrilowa Ellen Perez       | Duan Yingying Han Xinyun         | 6:4, 6:3          |
| 20.05.  | Nürnberger Versicherungscup 2019 Nürnberg, Deutschland International – 226.750 € Sandplatz (rot) – 32E/24Q/16D | Julija Putinzewa                  | Tamara Zidanšek                  | 4:6, 6:4, 6:2     |
| 20.05.  | Nürnberger Versicherungscup 2019 Nürnberg, Deutschland International – 226.750 € Sandplatz (rot) – 32E/24Q/16D | Gabriela Dabrowski Xu Yifan       | Sharon Fichman Nicole Melichar   | 4:6, 7:65, [10:5] |
| 27.05.  | Roland Garros Paris, Frankreich Grand Slam – 42.700.000 € Sandplatz (rot) – 128E/96Q/64D/32M                   | Ashleigh Barty                    | Markéta Vondroušová              | 6:1, 6:3          |
| 27.05.  | Roland Garros Paris, Frankreich Grand Slam – 42.700.000 € Sandplatz (rot) – 128E/96Q/64D/32M                   | Tímea Babos Kristina Mladenovic   | Duan Yingying Zheng Saisai       | 6:2, 6:3          |
| 27.05.  | Roland Garros Paris, Frankreich Grand Slam – 42.700.000 € Sandplatz (rot) – 128E/96Q/64D/32M                   | Latisha Chan Ivan Dodig           | Gabriela Dabrowski Mate Pavić    | 6:1, 7:65         |

### Juni
| Datum 1 | Turnier                                                                                        | Siegerin                         | Finalgegnerin                                   | Ergebnis          |
| ------- | ---------------------------------------------------------------------------------------------- | -------------------------------- | ----------------------------------------------- | ----------------- |
| 10.06.  | Nature Valley Open Nottingham, Großbritannien International – 226.750 $ Rasen – 32E/24Q/16D    | Caroline Garcia                  | Donna Vekić                                     | 2:6, 7:64, 7:64   |
| 10.06.  | Nature Valley Open Nottingham, Großbritannien International – 226.750 $ Rasen – 32E/24Q/16D    | Desirae Krawczyk Giuliana Olmos  | Ellen Perez Arina Rodionova                     | 7:65, 7:5         |
| 10.06.  | Libéma Open ’s-Hertogenbosch, Niederlande International – 226.750 $ Rasen – 32E/24Q/16D        | Alison Riske                     | Kiki Bertens                                    | 0:6, 7:63, 7:5    |
| 10.06.  | Libéma Open ’s-Hertogenbosch, Niederlande International – 226.750 $ Rasen – 32E/24Q/16D        | Shūko Aoyama Aleksandra Krunić   | Lesley Kerkhove Bibiane Schoofs                 | 7:5, 6:3          |
| 18.06.  | Nature Valley Classic Birmingham, Großbritannien Premier – 871.028 $ Rasen – 56E/32Q/16D       | Ashleigh Barty                   | Julia Görges                                    | 6:3, 7:5          |
| 18.06.  | Nature Valley Classic Birmingham, Großbritannien Premier – 871.028 $ Rasen – 56E/32Q/16D       | Hsieh Su-wei Barbora Strýcová    | Anna-Lena Grönefeld Demi Schuurs                | 6:4, 6:74, [10:8] |
| 18.06.  | Mallorca Open Mallorca, Spanien International – 226.750 $ Rasen – 32E/24Q/16D                  | Sofia Kenin                      | Belinda Bencic                                  | 6:72, 7:65, 6:4   |
| 18.06.  | Mallorca Open Mallorca, Spanien International – 226.750 $ Rasen – 32E/24Q/16D                  | Kirsten Flipkens Johanna Larsson | María José Martínez Sánchez Sara Sorribes Tormo | 6:2, 6:4          |
| 25.06.  | Nature Valley International Eastbourne, Großbritannien Premier – 998.712 $ Rasen – 32E/32Q/16D | Karolína Plíšková                | Angelique Kerber                                | 6:1, 6:4          |
| 25.06.  | Nature Valley International Eastbourne, Großbritannien Premier – 998.712 $ Rasen – 32E/32Q/16D | Latisha Chan Chan Hao-ching      | Kirsten Flipkens Bethanie Mattek-Sands          | 2:6, 6:3, [10:6]  |

### Juli
| Datum 1 | Turnier                                                                                                  | Sieger(in)                         | Finalgegner(in)                        | Ergebnis          |
| ------- | --- | ---------------------------------- | -------------------------------------- | ----------------- |
| 01.07.  | Wimbledon Championships London, Großbritannien Grand Slam – 38.000.000 £ Rasen – 128E/96Q/64D/32M        | Simona Halep                       | Serena Williams                        | 6:2, 6:2          |
| 01.07.  | Wimbledon Championships London, Großbritannien Grand Slam – 38.000.000 £ Rasen – 128E/96Q/64D/32M        | Hsieh Su-wei Barbora Strýcová      | Gabriela Dabrowski Xu Yifan            | 6:2, 6:4          |
| 01.07.  | Wimbledon Championships London, Großbritannien Grand Slam – 38.000.000 £ Rasen – 128E/96Q/64D/32M        | Ivan Dodig Latisha Chan            | Robert Lindstedt Jeļena Ostapenko      | 6:2, 6:3          |
| 15.07.  | BRD Bucharest Open Bukarest, Rumänien International – 226.750 $ Sandplatz (rot) – 32E/32Q/16D            | Jelena Rybakina                    | Patricia Maria Țig                     | 6:2, 6:0          |
| 15.07.  | BRD Bucharest Open Bukarest, Rumänien International – 226.750 $ Sandplatz (rot) – 32E/32Q/16D            | Viktória Kužmová Kristýna Plíšková | Jaqueline Cristian Elena-Gabriela Ruse | 6:4, 7:63         |
| 15.07.  | Ladies Championship Lausanne Lausanne, Schweiz International – 226.750 $ Sandplatz (rot) – 32E/24Q/16D   | Fiona Ferro                        | Alizé Cornet                           | 6:1, 2:6, 6:1     |
| 15.07.  | Ladies Championship Lausanne Lausanne, Schweiz International – 226.750 $ Sandplatz (rot) – 32E/24Q/16D   | Anastassija Potapowa Jana Sisikowa | Monique Adamczak Han Xinyun            | 6:2, 6:4          |
| 22.07.  | Palermo Ladies Open Palermo, Italien International – 226.750 $ Sandplatz (rot) – 32E/24Q/16D             | Jil Teichmann                      | Kiki Bertens                           | 7:63, 6:2         |
| 22.07.  | Palermo Ladies Open Palermo, Italien International – 226.750 $ Sandplatz (rot) – 32E/24Q/16D             | Cornelia Lister Renata Voráčová    | Ekaterine Gorgodse Arantxa Rus         | 7:62, 6:2         |
| 22.07.  | Baltic Open Jūrmala, Lettland International – 226.750 $ Sandplatz – 32E/24Q/16D                          | Anastasija Sevastova               | Katarzyna Kawa                         | 3:6, 7:5, 6:4     |
| 22.07.  | Baltic Open Jūrmala, Lettland International – 226.750 $ Sandplatz – 32E/24Q/16D                          | Sharon Fichman Nina Stojanović     | Jeļena Ostapenko Galina Woskobojewa    | 2:6, 7:61, [10:6] |
| 29.07.  | Mubadala Silicon Valley Classic San José, Vereinigte Staaten Premier – 733.900 $ Hartplatz – 28E/32Q/16D | Zheng Saisai                       | Aryna Sabalenka                        | 6:3, 7:63         |
| 29.07.  | Mubadala Silicon Valley Classic San José, Vereinigte Staaten Premier – 733.900 $ Hartplatz – 28E/32Q/16D | Nicole Melichar Květa Peschke      | Shūko Aoyama Ena Shibahara             | 6:4, 6:4          |
| 29.07.  | Citi Open Washington D.C., Vereinigte Staaten International – 226.750 $ Hartplatz – 32E/16Q/16D          | Jessica Pegula                     | Camila Giorgi                          | 6:2, 6:2          |
| 29.07.  | Citi Open Washington D.C., Vereinigte Staaten International – 226.750 $ Hartplatz – 32E/16Q/16D          | Cori Gauff Catherine McNally       | Maria Sanchez Fanny Stollár            | 6:2, 6:2          |

### August
| Datum 1 | Turnier                                                                                                | Sieger(in)                               | Finalgegner(in)                      | Ergebnis         |
| ------- | --- | ---------------------------------------- | ------------------------------------ | ---------------- |
| 05.08.  | Coupe Rogers Toronto, Kanada Premier 5 – 2.830.000 $ Hartplatz – 56E/48Q/28D                           | Bianca Andreescu                         | Serena Williams                      | 3:1 Aufgabe      |
| 05.08.  | Coupe Rogers Toronto, Kanada Premier 5 – 2.830.000 $ Hartplatz – 56E/48Q/28D                           | Barbora Krejčíková Kateřina Siniaková    | Anna-Lena Grönefeld Demi Schuurs     | 7:5, 6:0         |
| 12.08.  | Western & Southern Open Cincinnati, Vereinigte Staaten Premier 5 – 2.874.299 $ Hartplatz – 56E/48Q/28D | Madison Keys                             | Swetlana Kusnezowa                   | 7:5, 7:65        |
| 12.08.  | Western & Southern Open Cincinnati, Vereinigte Staaten Premier 5 – 2.874.299 $ Hartplatz – 56E/48Q/28D | Lucie Hradecká Andreja Klepač            | Anna-Lena Grönefeld Demi Schuurs     | 6:4, 6:1         |
| 19.08.  | NYJTL Bronx Open New York, Vereinigte Staaten International – 226.750 $ Hartplatz – 32/32Q/16D         | Magda Linette                            | Camila Giorgi                        | 5:7, 7:5, 6:4    |
| 19.08.  | NYJTL Bronx Open New York, Vereinigte Staaten International – 226.750 $ Hartplatz – 32/32Q/16D         | Darija Jurak María José Martínez Sánchez | Margarita Gasparjan Monica Niculescu | 7:5, 2:6, [10:7] |
| 26.08.  | US Open New York, Vereinigte Staaten Grand Slam – 57.240.000 $ Hartplatz – 128E/96Q/64D/32M            | Bianca Andreescu                         | Serena Williams                      | 6:3, 7:5         |
| 26.08.  | US Open New York, Vereinigte Staaten Grand Slam – 57.240.000 $ Hartplatz – 128E/96Q/64D/32M            | Elise Mertens Aryna Sabalenka            | Ashleigh Barty Wiktoryja Asaranka    | 7:5, 7:5         |
| 26.08.  | US Open New York, Vereinigte Staaten Grand Slam – 57.240.000 $ Hartplatz – 128E/96Q/64D/32M            | Jamie Murray Bethanie Mattek-Sands       | Michael Venus Chan Hao-ching         | 6:2, 6:3         |

### September
| Datum 1 | Turnier                                                                                              | Siegerin                           | Finalgegnerin                       | Ergebnis          |
| ------- | --- | ---------------------------------- | ----------------------------------- | ----------------- |
| 09.09.  | Zhengzhou Open Zhengzhou, China Premier – 1.500.000 $ Hartplatz – 28E/32Q/16D                        | Karolína Plíšková                  | Petra Martić                        | 6:3, 6:2          |
| 09.09.  | Zhengzhou Open Zhengzhou, China Premier – 1.500.000 $ Hartplatz – 28E/32Q/16D                        | Nicole Melichar Květa Peschke      | Yanina Wickmayer Tamara Zidanšek    | 6:1, 7:62         |
| 09.09.  | Hana-cupid Japan Women’s Open Hiroshima, Japan International – 226.750 $ Hartplatz – 32E/32Q/16D     | Nao Hibino                         | Misaki Doi                          | 6:3, 6:2          |
| 09.09.  | Hana-cupid Japan Women’s Open Hiroshima, Japan International – 226.750 $ Hartplatz – 32E/32Q/16D     | Misaki Doi Nao Hibino              | Christina McHale Walerija Sawinych  | 3:6, 6:4, [10:4]  |
| 09.09.  | Jiangxi Open Nanchang, Volksrepublik China International – 226.750 $ Hartplatz – 32E/24Q/16D         | Rebecca Peterson                   | Jelena Rybakina                     | 6:2, 6:0          |
| 09.09.  | Jiangxi Open Nanchang, Volksrepublik China International – 226.750 $ Hartplatz – 32E/24Q/16D         | Wang Xinyu Zhu Lin                 | Peng Shuai Zhang Shuai              | 6:2, 7:65         |
| 16.09.  | Korea Open Seoul, Südkorea International – 226.750 $ Hartplatz – 32E/32Q/16D                         | Karolína Muchová                   | Magda Linette                       | 6:1, 6:1          |
| 16.09.  | Korea Open Seoul, Südkorea International – 226.750 $ Hartplatz – 32E/32Q/16D                         | Lara Arruabarrena Tatjana Maria    | Hayley Carter Luisa Stefani         | 7:67, 3:6, [10:7] |
| 16.09.  | Guangzhou Open Guangzhou, China International – 226.750 $ Hartplatz – 32E/24Q/16D                    | Sofia Kenin                        | Samantha Stosur                     | 6:74, 6:4, 6:2    |
| 16.09.  | Guangzhou Open Guangzhou, China International – 226.750 $ Hartplatz – 32E/24Q/16D                    | Peng Shuai Laura Siegemund         | Alexa Guarachi Giuliana Olmos       | 6:2, 6:1          |
| 16.09.  | Toray Pan Pacific Open Tennis Tournament Tokio, Japan Premier – 799.000 $ Hartplatz – 56E/32Q/16D    | Naomi Ōsaka                        | Anastassija Pawljutschenkowa        | 6:2, 6:3          |
| 16.09.  | Toray Pan Pacific Open Tennis Tournament Tokio, Japan Premier – 799.000 $ Hartplatz – 56E/32Q/16D    | Chan Hao-ching Latisha Chan        | Hsieh Su-wei Hsieh Shu-ying         | 7:5, 7:5          |
| 23.09.  | Dongfeng Motor Wuhan Open Wuhan, Volksrepublik China Premier 5 – 2.828.000 $ Hartplatz – 56E/32Q/16D | Aryna Sabalenka                    | Alison Riske                        | 6:3, 3:6, 6:1     |
| 23.09.  | Dongfeng Motor Wuhan Open Wuhan, Volksrepublik China Premier 5 – 2.828.000 $ Hartplatz – 56E/32Q/16D | Duan Yingying Weronika Kudermetowa | Elise Mertens Aryna Sabalenka       | 7:63, 6:2         |
| 23.09.  | Tashkent Open Taschkent, Usbekistan International – 226.750 $ Hartplatz – 32E/16Q/16D                | Alison Van Uytvanck                | Sorana Cîrstea                      | 6:2, 4:6, 6:4     |
| 23.09.  | Tashkent Open Taschkent, Usbekistan International – 226.750 $ Hartplatz – 32E/16Q/16D                | Hayley Carter Luisa Stefani        | Dalila Jakupović Sabrina Santamaria | 6:3, 7:64         |
| 30.09.  | China Open Peking, China Premier Mandatory – 6.381.679 $ Hartplatz – 60E/32Q/28D                     | Naomi Ōsaka                        | Ashleigh Barty                      | 3:6, 6:3, 6:2     |
| 30.09.  | China Open Peking, China Premier Mandatory – 6.381.679 $ Hartplatz – 60E/32Q/28D                     | Sofia Kenin Bethanie Mattek-Sands  | Jeļena Ostapenko Dajana Jastremska  | 6:3, 6:75, [10:7] |

### Oktober
| Datum 1 | Turnier | Siegerin                                      | Finalgegnerin                                 | Ergebnis                                      |
| ------- | --- | --------------------------------------------- | --------------------------------------------- | --------------------------------------------- |
| 07.10.  | Upper Austria Ladies Linz Linz, Österreich International – 226.750 $ Hartplatz (Halle) – 32E/32Q/16D                 | Cori Gauff                                    | Jeļena Ostapenko                              | 6:3, 1:6, 6:2                                 |
| 07.10.  | Upper Austria Ladies Linz Linz, Österreich International – 226.750 $ Hartplatz (Halle) – 32E/32Q/16D                 | Barbora Krejčíková Kateřina Siniaková         | Barbara Haas Xenia Knoll                      | 6:4, 6:3                                      |
| 07.10.  | Prudential Hong Kong Tennis Open Hongkong, China International – 626.750 $ Hartplatz – 32E/24Q/16D                   | Aufgrund der Proteste in Hongkong ausgefallen | Aufgrund der Proteste in Hongkong ausgefallen | Aufgrund der Proteste in Hongkong ausgefallen |
| 07.10.  | Tianjin Open Tianjin, China International – 500.000 $ Hartplatz – 32E/24Q/16D                                        | Rebecca Peterson                              | Heather Watson                                | 6:4, 6:4                                      |
| 07.10.  | Tianjin Open Tianjin, China International – 500.000 $ Hartplatz – 32E/24Q/16D                                        | Shūko Aoyama Ena Shibahara                    | Nao Hibino Miyu Katō                          | 6:3, 7:5                                      |
| 14.10.  | VTB Kremlin Cup Moskau, Russland Premier – 1.032.000 $ Hartplatz (Halle) – 28E/32Q/16D                               | Belinda Bencic                                | Anastassija Pawljutschenkowa                  | 3:6, 6:1, 6:1                                 |
| 14.10.  | VTB Kremlin Cup Moskau, Russland Premier – 1.032.000 $ Hartplatz (Halle) – 28E/32Q/16D                               | Shūko Aoyama Ena Shibahara                    | Kirsten Flipkens Bethanie Mattek-Sands        | 6:2, 6:1                                      |
| 14.10.  | BGL BNP Paribas Luxembourg Open Stadt Luxemburg, Luxemburg International – 226.750 $ Hartplatz (Halle) – 32E/32Q/16D | Jeļena Ostapenko                              | Julia Görges                                  | 6:4, 6:1                                      |
| 14.10.  | BGL BNP Paribas Luxembourg Open Stadt Luxemburg, Luxemburg International – 226.750 $ Hartplatz (Halle) – 32E/32Q/16D | Cori Gauff Caty McNally                       | Kaitlyn Christian Alexa Guarachi              | 6:2, 6:2                                      |
| 21.10.  | WTA Elite Trophy Zhuhai Zhuhai, China Jahresendveranstaltung – 2.419.844 $ Hartplatz (Halle) – 12E/6D                | Aryna Sabalenka                               | Kiki Bertens                                  | 6:4, 6:2                                      |
| 21.10.  | WTA Elite Trophy Zhuhai Zhuhai, China Jahresendveranstaltung – 2.419.844 $ Hartplatz (Halle) – 12E/6D                | Ljudmyla Kitschenok Andreja Klepač            | Duan Yingying Yang Zhaoxuan                   | 6:3, 6:3                                      |
| 28.10.  | WTA Finals Shenzhen Shenzhen, China Jahresendveranstaltung – 14.000.000 $ Hartplatz – 8E/8D                          | Ashleigh Barty                                | Elina Switolina                               | 6:4, 6:3                                      |
| 28.10.  | WTA Finals Shenzhen Shenzhen, China Jahresendveranstaltung – 14.000.000 $ Hartplatz – 8E/8D                          | Tímea Babos Kristina Mladenovic               | Hsieh Su-wei Barbora Strýcová                 | 6:1, 6:3                                      |

### November
| Datum 1 | Turnier                                     | Siegerin   | Finalgegnerin | Ergebnis |
| ------- | ------------------------------------------- | ---------- | ------------- | -------- |
| 04.11.  | Fed Cup, Finale Perth, Australien Hartplatz | Frankreich | Australien    | 3:2      |

## Rücktritte
Die folgenden Spielerinnen beendeten 2019 ihre Tenniskarriere:
- An-Sophie Mestach – 3. Januar 2019[5]
- Emma Laine – April 2019[6]
- Julia Boserup – 7. Mai 2019[7]
- Arantxa Parra Santonja – 7. Mai 2019[7]
- Lucie Šafářová – 29. Mai 2019[8]
- Dominika Cibulková – 12. November 2019[9]
- Anna-Lena Grönefeld – 5. Dezember 2019[10]
- María José Martínez Sánchez – 22. Dezember 2019[11]

## Geldrangliste
Insgesamt wurden 2019 auf der WTA Tour über 180 Millionen US-Dollar an Preisgeldern ausgelobt. Zusätzlich zu den Turnierpreisgeldern wurden von der WTA insgesamt 4.500.000 US-Dollar als Bonuszahlungen an die Spielerinnen überwiesen.
Die Topverdiener der Saison 2019 (in US-Dollar)
| Platz | Spielerin         | Einzel     | Doppel  | Mixed | Bonus     | Gesamt     |
| ----- | ----------------- | ---------- | ------- | ----- | --------- | ---------- |
| 1.    | Ashleigh Barty    | 10.874.894 | 426.388 |       | 6.305     | 11.307.587 |
| 2.    | Simona Halep      | 5.911.170  | 43.274  |       | 1.007.998 | 6.962.442  |
| 3.    | Naomi Ōsaka       | 6.388.282  |         |       | 400.000   | 6.788.282  |
| 4.    | Bianca Andreescu  | 6.495.650  | 8.500   |       |           | 6.504.150  |
| 5.    | Elina Switolina   | 5.666.340  | 9.995   |       | 450.000   | 6.126.335  |
| 6.    | Karolína Plíšková | 4.811.145  | 93.642  |       | 233.290   | 5.138.077  |
| 7.    | Serena Williams   | 4.297.685  |         | 4.530 | 8.300     | 4.310.515  |
| 8.    | Kiki Bertens      | 3.943.536  | 39.490  |       | 225.000   | 4.208.026  |
| 9.    | Belinda Bencic    | 4.044.622  | 68.453  |       |           | 4.113.075  |
| 10.   | Petra Kvitová     | 3.497.935  |         |       | 226.495   | 3.724.430  |

Berücksichtigt sind alle Spielerinnen, die in der Saison 2019 mehr als eine Million US-Dollar an Preisgeldern verdient haben.